# Elettrotreni Firema E 82-E 82B-E 122
Gli elettrotreni Firema E 82-E 82B-ALE E 122 sono una serie di convogli a 2 casse realizzati da Firema fra il 1991 e il 1998 per alcune ferrovie regionali italiane a scartamento ordinario.

## Caratteristiche tecniche
Si tratta di rotabili a pianale parzialmente ribassato con due casse realizzate in lega leggera poggianti su 4 carrelli; principale distinzione fra i primi due gruppi e il terzo è il numero delle porte: 3 per fiancata sugli E 82 / E 82 B, per svolgere servizi suburbani ad elevata frequenza, 2 nel caso degli E 122, con maggiore spazio per i viaggiatori seduti.
L'azionamento elettronico, che li distingue dai precedenti treni Firema E 126 di cui rappresentano un'evoluzione è a chopper. Nella versione E 82 la motorizzazione è distribuita sui due carrelli centrali, risultando un rodiggio 2' B'o+B'o 2', mentre nelle E 82 B ed E 122 risulta concentrata in una sola unità, secondo la più diffusa configurazione motrice+rimorchiata.
Sia gli E 82 / E82 B che gli E 122 hanno una potenza di 1100 kW, per una velocità massima 100 km/h e una capacità di trasporto di 350 passeggeri per la versione a 2 porte e 450 in quella a 3 porte.
Negli E 122 il piano di calpestio è di 720 mm dal piano del ferro, inferiore a quello delle E 82, pari a 905 mm, cosa che ne ha fino ad oggi impedito l'utilizzo sulle linee ex SEPSA, cui in ultimo erano stati destinati.

## Esemplari prodotti
Complessivamente Firema consegnò un totale di 16 treni, in seguito a successive ordinazioni così ripartite:

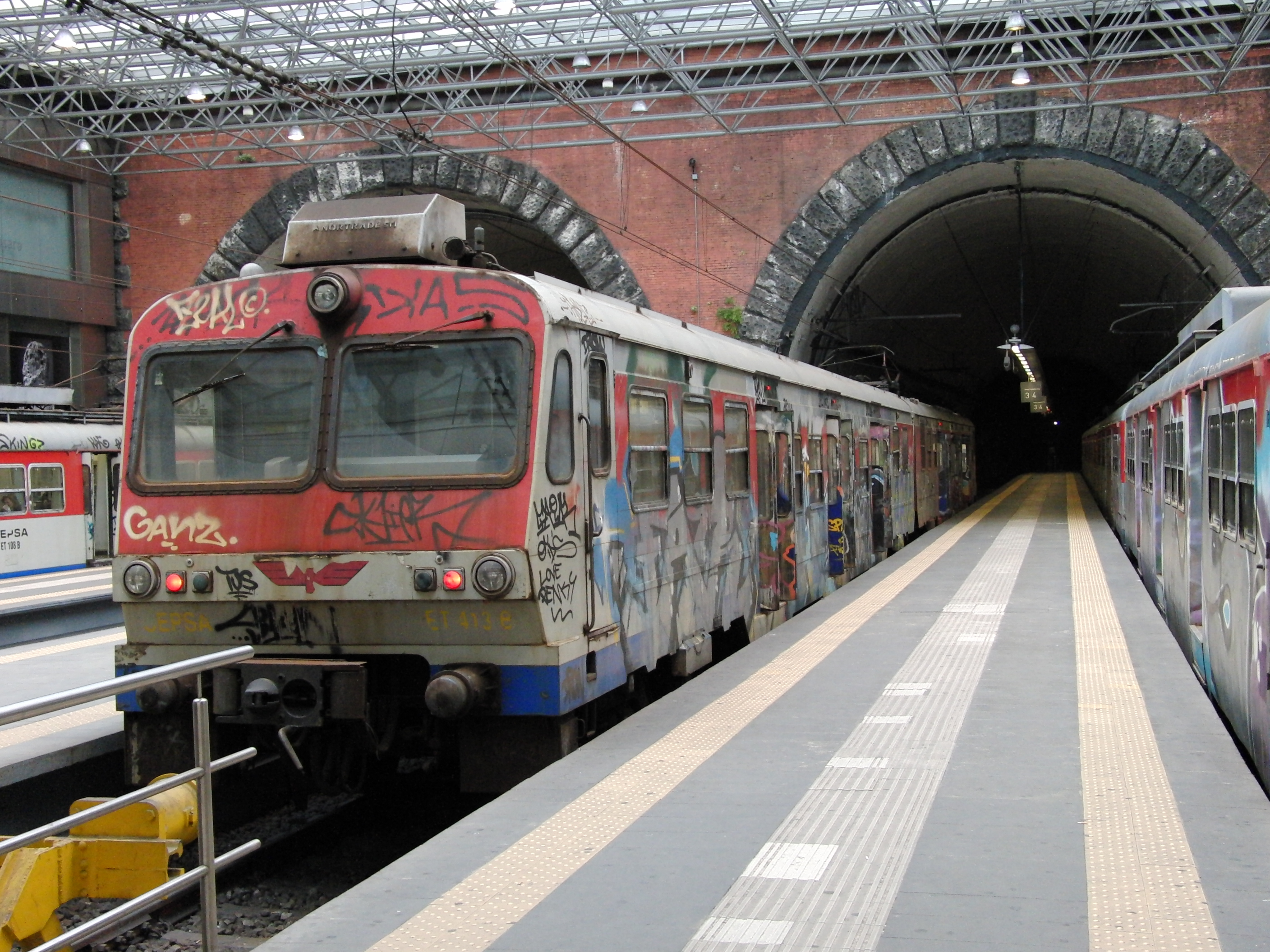
Elettrotreno SEPSA ET.400

- Per l'esercizio delle ferrovie Cumana e Circumflegrea, la SEPSA acquistò una prima serie di 6 treni Firema E 82, numerati ET 401-406 (le due casse distinte tramite le lettere "a" e "b"), che furono costruiti nel 1991 presso le officine Fiore[4]. Una seconda fornitura di 7 convogli, da immatricolarsi come ET 407-413, fu ordinata nel 1992[5].
- In concomitanza con i lavori di elettrificazione della ferrovia Alifana, poi interrotti, la gestione commissariale governativa esercente la linea ordinò a Firema un convoglio, il cui progetto venne denominato E 82B, la cui consegna avvenne nel 1998[6]. Le corse prova di tale convoglio furono effettuate lungo la ferrovia Benevento-Cancello[7]. L'unità si distingueva dalle precedenti per la motorizzazione concentrata in una sola unità, a formare una composizione elettromotrice+rimorchiata[8]. Mai utilizzato, né sulla linea per la quale era inizialmente destinata, né su quella della Valle Caudina, il treno venne ceduto nel 2006 alla SEPSA[9], che lo immatricolò come ET 414, senza peraltro anch'essa utilizzarlo per servizi regolari.
- Allo stabilimento Casaralta di Bologna fu affidata la costruzione di 2 ulteriori convogli, il cui progetto era denominato E 122, destinati all'esercizio sulla ferrovia Casalecchio-Vignola, allora affidata alla ATC di Bologna ed in corso di ricostruzione quale collegamento suburbano ad opera della Suburbana - Ferrovia Casalecchio Vignola, una società consortile a responsabilità limitata fra ATC e Ferrovie Emilia Romagna[10]. Il primo treno fu allestito nel corso del 1997[11]. La consegna di entrambi i rotabili avvenne il 21 settembre 1999[2], iniziando un periodo di corse prova sugli impianti sociali e sulle linee toscane gestite da LFI[12]. Trasferiti a Caserta per un periodo di ulteriore messa a punto senza mai aver prestato servizio, i 2 treni rientrarono a Bologna nel 2005[13]. Originariamente dotati di una livrea grigia e gialla, vennero frattanto ridipinti nei nuovi colori sociali della "Suburbana" che prevedevano una variopinta livrea a fasce rosse e blu su fondo grigio metallizzato. Le prove di certificazione, svolte nuovamente ad Arezzo, furono svolte nel 2005[14]; le stesse comportarono, considerata la necessità dell'ammissione alla circolazione sui binari RFI, test di comportamento dinamico fino a 110 km/h[15]. In tale occasione i rotabili assunsero anche la classificazione come ALe 122 01-02[16] ed il suffisso "AC" ad indicare la licenza di ATC, come in uso all'epoca[17]; i rotabili passarono poi in carico a FER a partire dal 1º gennaio 2009[18] in seguito alla devoluzione da parte di ATC del proprio ramo d'azienda ferroviario. L'anno successivo, allo scopo di omogeneizzare la gestione del proprio parco[19], il nuovo gestore decise di cedere alla SEPSA i due complessi, assieme a un treno del tipo Firema E 126 che finì a Metrocampania NordEst.

## Prospetto riepilogativo
| Tipo  | Classificazione                              | Anno    | Impianto di costruzione | Impresa utilizzatrice   | Note           |
| ----- | -------------------------------------------- | ------- | ----------------------- | ----------------------- | -------------- |
| E 82  | ET 401-413                                   | 1991    | Fiore                   | SEPSA                   | Tipo E.82      |
| E 82  | ET 401-413                                   | 1991    | Fiore                   | Ente Autonomo Volturno  | Tipo E.82      |
| E 82B | ET 414                                       | 1998    | Fiore                   | FABN                    | Non utilizzata |
| E 82B | ET 414                                       | 1998    | Fiore                   | SEPSA                   | Non utilizzata |
| E 82B | ET 414                                       | 1998    | Fiore                   | Ente Autonomo Volturno  | Non utilizzata |
| E 122 | ALe 122 01-02, poi ALe 122 001-002 e 003-004 | 1997-98 | Casaralta               | Suburbana FCV           | Non utilizzate |
| E 122 | ALe 122 01-02, poi ALe 122 001-002 e 003-004 | 1997-98 | Casaralta               | Ferrovie Emilia Romagna | Non utilizzate |
| E 122 | ALe 122 01-02, poi ALe 122 001-002 e 003-004 | 1997-98 | Casaralta               | TPER                    | Non utilizzate |
| E 122 | ALe 122 01-02, poi ALe 122 001-002 e 003-004 | 1997-98 | Casaralta               | Ente Autonomo Volturno  | Non utilizzate |